# Klaus-Dieter Flick
 (septembre 2021).
La mise en forme du texte ne suit pas les recommandations de Wikipédia : il faut le « wikifier ».
Les points d'amélioration suivants sont les cas les plus fréquents :
- Les titres sont pré-formatés par le logiciel. Ils ne sont ni en capitales, ni en gras.
- Le texte ne doit pas être écrit en capitales (les noms de famille non plus), ni en gras, ni en italique, ni en « petit »…
- Le gras n'est utilisé que pour surligner le titre de l'article dans l'introduction, une seule fois.
- L'italique est rarement utilisé : mots en langue étrangère, titres d'œuvres, noms de bateaux, etc.
- Les citations ne sont pas en italique mais en corps de texte normal. Elles sont entourées par des guillemets français : « et ».
- Les listes à puces sont à éviter, des paragraphes rédigés étant largement préférés. Les tableaux sont à réserver à la présentation de données structurées (résultats, etc.).
- Les appels de note de bas de page (petits chiffres en exposant, introduits par l'outil «  Source ») sont à placer entre la fin de phrase et le point final[comme ça].
- Les liens internes (vers d'autres articles de Wikipédia) sont à choisir avec parcimonie. Créez des liens vers des articles approfondissant le sujet. Les termes génériques sans rapport avec le sujet sont à éviter, ainsi que les répétitions de liens vers un même terme.
- Les liens externes sont à placer uniquement dans une section « Liens externes », à la fin de l'article. Ces liens sont à choisir avec parcimonie suivant les règles définies. Si un lien sert de source à l'article, son insertion dans le texte est à faire par les notes de bas de page.
- La présentation des références doit suivre les conventions bibliographiques. Il est recommandé d'utiliser les modèles {{Ouvrage}}, {{Chapitre}}, {{Article}}, {{Lien web}} et/ou {{Bibliographie}}. Le mode d'édition visuel peut mettre en forme automatiquement les références.
- Insérer une infobox (cadre d'informations à droite) n'est pas obligatoire pour parachever la mise en page.

Pour une aide détaillée, merci de consulter Aide:Wikification.
Si vous pensez que ces points ont été résolus, vous pouvez retirer ce bandeau et améliorer la mise en forme d'un autre article.
Pour les articles homonymes, voir Flick.
Klaus-Dieter Flick, né en 1937 en Allemagne, est un avocat allemand et ancien riche courtier financier, bien connu en tant que collectionneur et marchand condamné d'art nazi et d'équipement militaire de la Wehrmacht de Kitzeberg, une banlieue chic de Heikendorf sur la Fœrde de Kiel. Flick s'est fait connaître internationalement en 2015 grâce à l'affaire du char de la Wehrmacht installé dans un hall d'honneur de son parking souterrain. Des articles de presse sur l'affaire ont fait le tour du monde et ont été publiés dans le New York Times, le Washington Post ainsi que dans Le Monde et The Guardian.

## Biographie

### Recherche d'art nazi

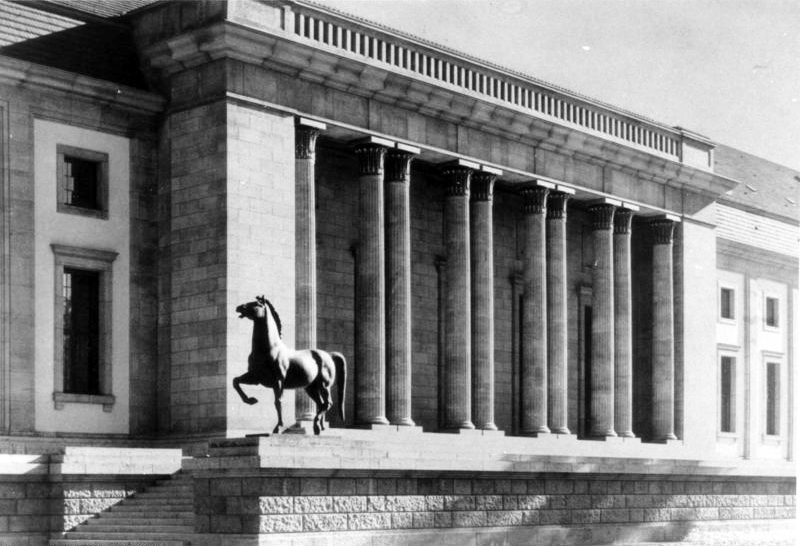
Chevaux marchant, jardin, chancellerie du Reich, Berlin, 1939.

L' « affaire du char » a été déclenchée par la recherche de deux statues nazie de bronze plus grandes que nature, les « Chevaux marchant », qui jusqu'en 1945 flanquaient les escaliers d'entrée sur le devant du jardin de la Chancellerie du Reich d'Adolf Hitler à Berlin. Les inspecteurs des beaux-arts de la police judiciaire de Berlin ont découvert le matériel de guerre en mai 2015 lors d’une recherche liée à la disparition d’œuvres d’art nazies . Les chevaux ont été créés par le sculpteur national-socialiste Josef Thorak pour la Chancellerie du Nouveau Reich en 1939. Après la fin de la guerre et la démolition de la Chancellerie en 1947-48, les sculptures ont été stockées pendant des décennies sur la base soviétique d'Eberswalde près de Berlin. Après cela, ils ont été considérés comme perdus. Ce n'est qu'en 2015 que les « chevaux d'Hitler » ont attiré l'attention des enquêteurs de l'Office de police criminelle de Rhénanie-Palatinat car ils étaient apparemment proposés à la vente. Selon les estimations, ils auraient rapporté jusqu'à 8 millions d'euros sur le marché noir ; la valeur matérielle des chevaux de bronze, qui pesaient des tonnes, était estimée à six chiffres . L’ office régional de police judiciaire allemand (LKA), soutenu par le détective d'art néerlandais Arthur Brandt, a rapidement trouvé ce qu'il cherchait. Les sculptures ont été confisquées à un entrepreneur de Bad Dürkheim . Auparavant, selon les déclarations de K.D. Flick, ils ont passé deux ans dans son jardin, où ils étaient également largement visibles du public .
En plus des sculptures de chevaux et des armes de la Wehrmacht, la recherche portait apparemment également sur d'autres œuvres d'art nazi, par exemple une statue nazie portant le titre « La Wehrmacht » (porteur d'épée) d'Arno Breker. Il se trouvait à l'origine au portail principal central dans la cour de la Chancellerie du Reich. Une telle statue se trouve encore aujourd'hui dans le jardin de la villa Flick. Cependant, selon l'avocat de Flick, Peter Gramsch, il s'agit d'une copie .

### L'affaire des chars

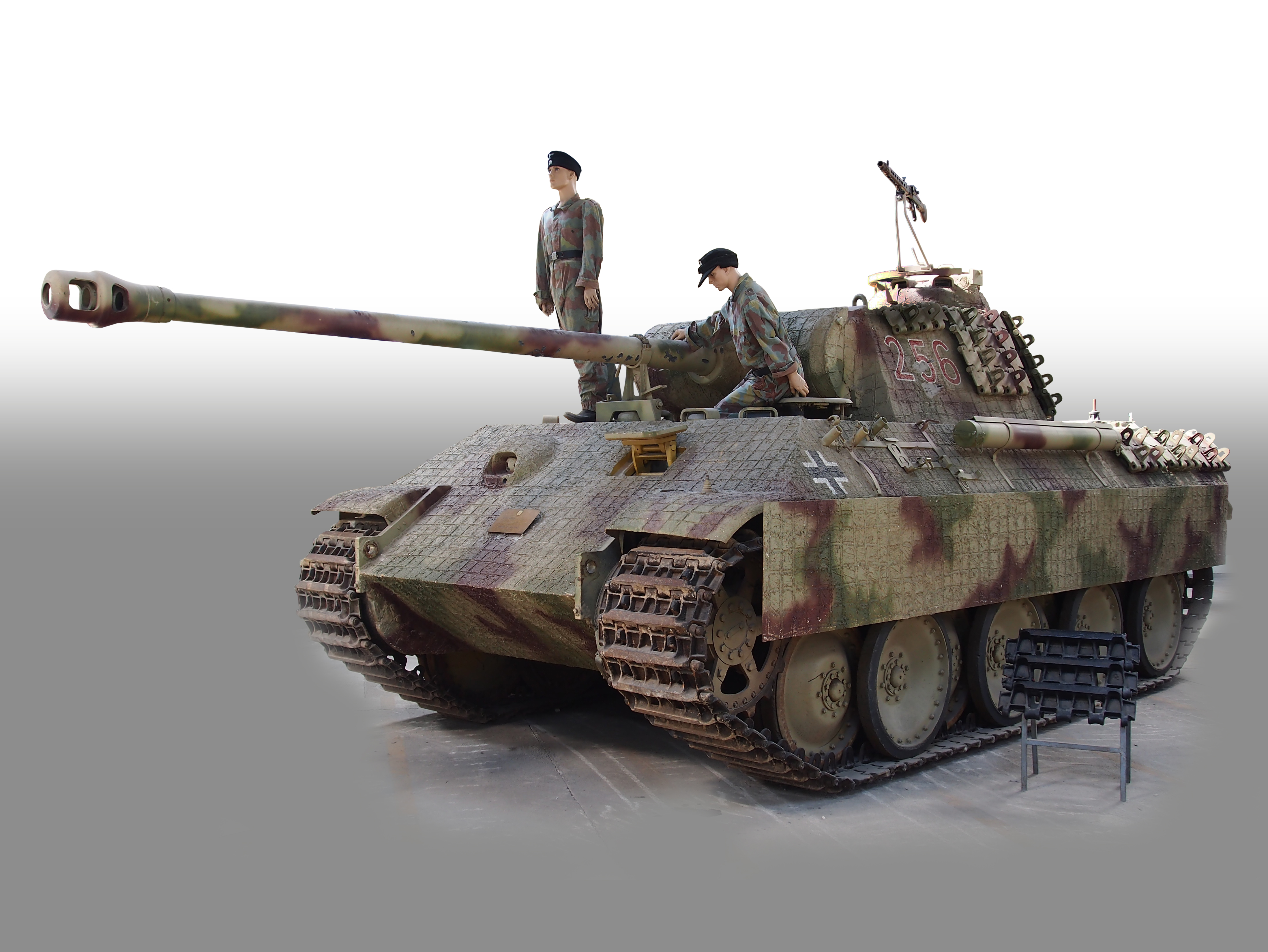
Char de la Wehrmacht V (Panther), musée des Blindés (France).

Après la confiscation des sculptures de chevaux par la police de Bad Dürkheim, le parquet a continué à rechercher les biens volés qui auraient pu être impliqués dans la vente d'art nazi. Elle est tombée sur K.D. Flick, qui a toutefois nié sa participation à la vente. Lors de la perquisition de sa propriété, la police a trouvé un abri antiatomique, construit pendant la guerre froide et équipé d'insignes nazis, en plus d'un char "Panther" de 43 tonnes, ainsi qu’un canon antiaérien de 8,8 cm, une torpille, un mortier, des fusils mitrailleurs et d'assaut, des pistolets semi-automatiques et entièrement automatiques, une grande quantité de poudre de nitrocellulose et plus de 2 000 cartouches,,. 

Drapeau impérial allemand.

Le parquet de Kiel enquête depuis 2017 sur le propriétaire du char, désormais (2021) âgé de 84 ans. Selon les médias, il l'a accusé d'avoir enfreint la loi sur le contrôle des armes de guerre et les lois sur les armes à feu ,. En mai 2015, le « Panther » a été retirée du parking souterrain de M. Flick récupéré, confisqué et emmené dans la zone d'entraînement militaire de Putlos pour l'examiner pour démilitarisation présumée . L'accusé a déclaré qu'il avait correctement enregistré toutes les armes. Selon un certificat du district de Plön daté du 31 octobre 2005, le char a également perdu son « statut d'arme de guerre ». La procureure en chef Birgit Heß, qui était responsable à l'époque, a déclaré que le procureur de la République n'avait pas de permis qui permettrait à l'homme de posséder les objets confisqués. Dans la procédure pénale en cours contre K.D. Flick en 2021, on a également découvert que Flick avait vendu les chenilles du char à un acheteur aux États-Unis pour 300 000 € quelques semaines après la découverte du char sur son domaine par l'intermédiaire de sa femme .

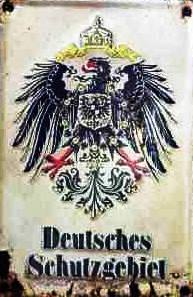
, sur la porte de la propriété, en 2015.

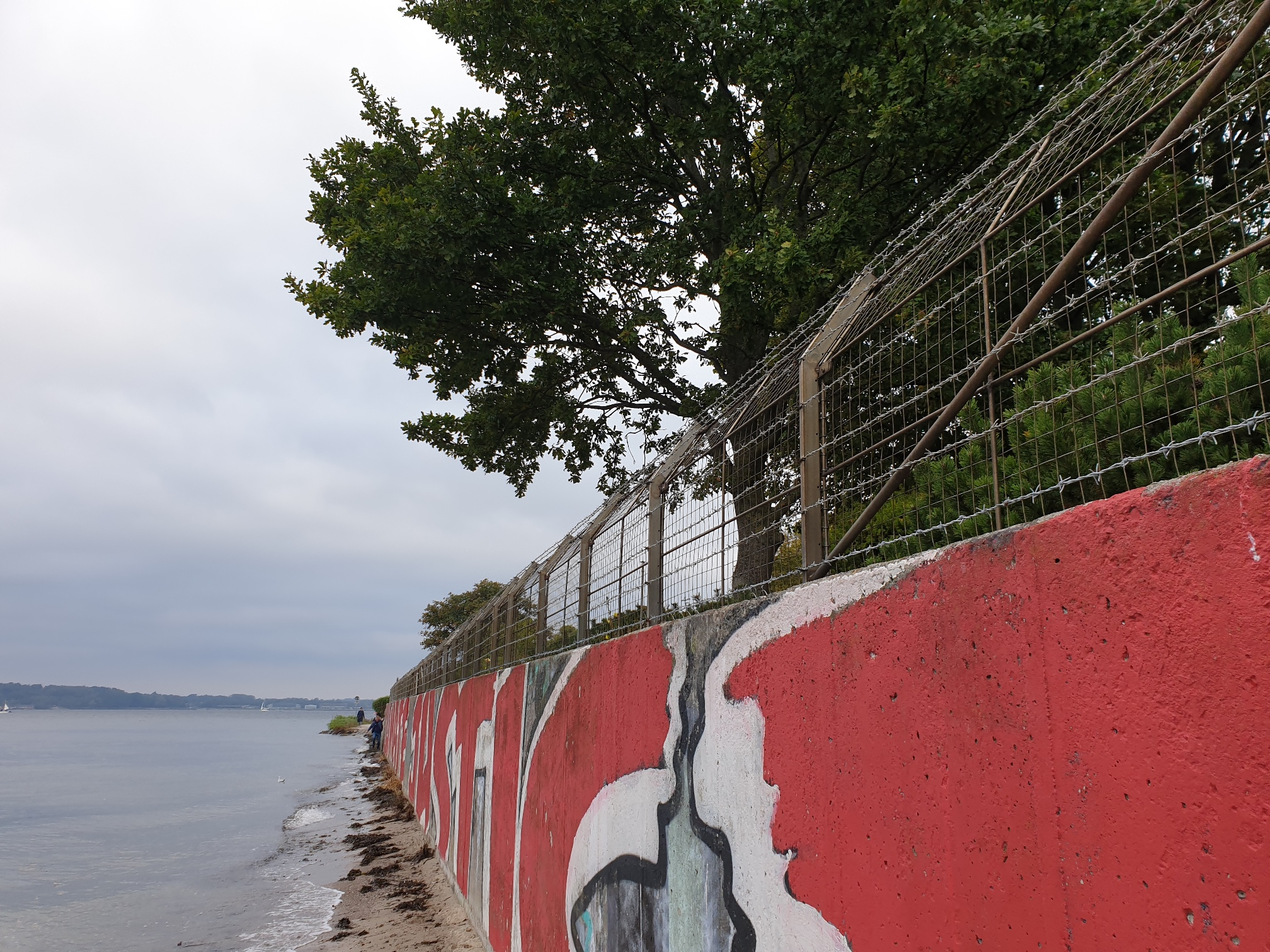
Propriété Flick sécurisée, côté Fjord, en 2020.

Dans ce contexte, le parquet a également enquêté sur les allégations selon lesquelles le propriétaire du char aurait travaillé en étroite collaboration avec des agences ou des membres des forces armées allemandes lors de la restauration du « Panther ». En 2015, le ministère de la Défense a confirmé que des experts de la Bundeswehr avaient acheté le char à M. Flick avec l'aide de la Direction technique de la défense (Wehrtechnischen Dienststelle, WID 41) à [Trèves (Allemagne) Trèves], du musée des chars à Munster et de la Collection d'études d'ingénierie de défense (Wehrtechnischen Studiensammlung, WTS) de la Bundeswehr à Coblence. Le propriétaire de Heikendorf a dûment payé 28 317 € pour ces services d'assistance . Indépendamment de cela, un employé de l’ Arsenal marin (Marine Arsenal), Kiel, aurait été libéré pendant des années dans les années 1970 - des décennies avant l'affaire de la restauration du char « Panther » en 2015 - pour s'occuper d'un char rouillé récupéré des dunes de la Flandre (probablement d'un Panzerkampfwagen VI "Tigre" ) au nom de K.D. Flick pour restaurer le char . Au cours de l'enquête, il s'est avéré que c'était un secret de polichinelle pour la population et les autorités de Heikendorf que Flick était en possession de plusieurs chars et autres systèmes d'armes de la Wehrmacht depuis des décennies. Soit dit en passant, selon un documentaire de NDR-TV de 1985, le « Panther » qui a maintenant été retiré aurait pénétré dans le parking souterrain tout seul et avec ses chenilles .
Au cours des décennies précédentes, K.D. Flick possédait apparemment d'autres chars. Entre autres choses, il a conduit un char de la Wehrmacht avec lequel il a aidé à nettoyer les rues pour les opérations d'urgence lors de la catastrophe de neige de 1979 à Kitzeberg. Il a également fourni de l'aide au voisinage lorsqu'il a extrait des souches d'arbres de la terre avec son char . Il était donc respecté dans son quartier. D'après les témoignages oculaires, le « char » à l'époque était un véhicule blindé de transport de troupes qui aurait été remis à un ami habitant sur la rive ouest de la Fœrde de Kiel dans le quartier résidentiel « Düsternbrook », le même acheteur qui a également acheté le véhicule amphibie, probablement une Volkswagen type 166 de la Wehrmacht, avec laquelle Flick avait « enrichi » les épreuves de voile de la Semaine de Kiel (« Kieler Woche ») au moins une fois dans les années 1980 . 
D'autre part, selon un habitant du quartier, des néo-nazis, apparemment portant une croix gammée sur le cou, auraient ramassé un chargement de torpilles sans que cela paraisse contestable aux autorités ou aux habitants du quartier. Dans les années 1970, selon des témoins contemporains, les chars étaient souvent sortis du parking souterrain de Flick pour empêcher les moteurs de rouiller. Le rugissement des moteurs aurait été entendu de loin. Jusqu'en 2015, il y avait un panneau « Zones protégées allemandes » à la porte d'entrée de la propriété et le drapeau du Reich allemand flottait sur le mât . Des signes similaires sont souvent utilisés par le groupement d'extrême droite du mouvement Reichsbürger, dont certains vivent également à Kitzeberg (Heikendorf). La propriété est également sécurisée par des caméras de surveillance et un mur de béton avec clôture en fil de fer barbelé côté de la Fœrde de Kiel. En raison de sa grande taille, ce dernier a toujours été une surface de projection populaire pour les slogans politiques des militants. Dans les années 1970, il y était écrit en lettres aussi grandes qu'un homme, de sorte qu'il soit facile à lire même à partir des ferries et des bateaux de croisière : « Ce camp de concentration est tout à moi ». Aujourd'hui il est écrit : « Climate Justice ».
L'empire Flick, sous la direction de Friedrich Flick, a joué un rôle clé dans l'expansion de l'industrie d'armement nazie, à partir de laquelle le Groupe Flick, basé à Düsseldorf, est devenu le plus grand groupe d'entreprises familiales en Allemagne jusqu'en 1985, après la fin de la guerre. Leur gamme de produits allait des chars de combat aux baignoires . Dans ces circonstances, la faiblesse de K.D.. Flick pour les chars de la Wehrmacht peut sembler compréhensible, bien que selon ses propres déclarations, M. Flick ne devrait pas être lié à la famille Friedrich Flick.
Le procès dans l' « affaire du char » de 2015 devant le tribunal régional de Kiel a été de plus en plus retardé parce que la chambre criminelle était surchargée et qu'il restait encore des questions à éclaircir. Après six ans de procédure contre le « collectionneur militaire » désormais âgé de 84 ans, un verdict relativement doux a été rendu le 3 août 2021. Le prévenu a été condamné à un an et deux mois de probation pour détention non autorisée d'armes, de munitions et d'explosifs . En raison de la durée de la procédure, quatre mois ont été considérés comme ayant été purgés. K.D. Flick a également dû payer une amende de 250 000 euros. Les juges ont évalué son âge élevé, l'absence de condamnations antérieures et ses aveux comme atténuant la peine. Le condamné doit remettre le char et le canon anti-aérien dans un délai de deux ans et renoncer à toute indemnité pour peine et souffrance et à la restitution des armes et munitions. L'avocat de Flick, Gerald Goecke, était satisfait du verdict .
Début juillet 2021, il s'avère également que K.D. Flick est un ami proche et apparenté d'un autre « fanatique des armes à feu » de Kiel, âgé de 48 ans, en tant qu' « oncle nominal ». Ce dernier habite le quartier résidentiel huppé de Düsternbrook de Kiel. Il a déjà été pris pour cible par la police en 1997 lorsqu'elle a confisqué des armes de la Wehrmacht en sa possession. Par ailleurs, une violente explosion s'est produite dans sa maison le 17 août 2020, qui a amené les pompiers professionnels sur place. La police soupçonnait le collectionneur d'armes et de militaria d'avoir manipulé des explosifs, mais n'a rien pu prouver. À présent, le parquet de Kiel enquête sur les soupçons initiaux selon lesquels les deux « maniaques des armes à feu » étaient les assistants d'un dentiste de Westensee qui avait assassiné trois personnes à Dänischenhagen et à Kiel six semaines plus tôt. Il aurait obtenu les armes (y compris une mitraillette israélienne « Uzi ») des deux « fous d'armes à feu ». L’homme de Düsternbrook, 48 ans, aurait également démantelé l'arme après le crime et l'aurait secrètement « éliminée » à divers endroits, notamment dans le Fœrde de Kiel près de Heikendorf-Möltenort, non loin de la résidence de K.D. Flick ,,.